# 有楽町情報交差点
有楽町情報交差点（ゆうらくちょうじょうほうこうさてん）は、ニッポン放送で月 - 金曜の11:20 - 11:30に生放送していたラジオ番組である。2007年9月28日にてレギュラー番組としては終了したが、その後も年に数回（主に年末年始時やGWなどの大型連休中）次番組までのフィラー番組として放送されている。

## 概要
ニッポン放送本社が2004年9月にお台場から有楽町に戻った事に伴い、前番組の「情報スカイだいば」（番組名は、放送の際に使用していた第2スタジオの愛称「スカイだいばスタジオ」に由来）からタイトルを変更して再スタートした。
日替わりでニッポン放送のアナウンサーがニュース、天気予報、交通情報を放送している。以前は女性アナウンサーが担当していたが、2006年4月のフジサンケイグループの再編によりニッポン放送のアナウンサーの大半がフジテレビに転籍したことに伴い飯田浩司アナウンサーが男性として初めて番組を担当することとなった。
この番組内で「ラジオ・ケアノート」（2005年3月までは「健康ワンポイント」）を放送している。
番組の最後は「ラジオリビング」のコーナーの後、CMをはさまず、次の「高田文夫のラジオビバリー昼ズ」にバトンタッチする。
オープニング曲は、エイス・ワンダーの「スティ・ウィズ・ミー」、エンディング曲は、映画「セント・エルモス・ファイアー」の「愛のテーマ」である。
類似番組として『有楽町情報ライブラリー』がある。

## 放送時間
- 毎週月曜日 - 金曜日：11:20 - 11:30

## タイムテーブル
- 11:20 - オープニング
- 11:21 - ニッポン放送ニュース・天気予報
- 11:23 - 交通情報
- 11:24 - ラジオ・ケアノート
- 11:27 - ハローリビング
- 11:29 - エンディング

## パーソナリティ
- 山本剛士（2006年10月より全曜日担当）
- 増山さやか - ラジオ・ケアノート（2005年4月 - ）
- 五戸美樹など - フィラー特番時

過去
- 月曜日：山本まゆ子（2004年9月 - 2006年3月）→飯田浩司（2006年4月 - 2006年9月）
- 火曜日：田代優美／川野良子（2004年9月 - 2006年3月）→飯田浩司（2006年4月 - 2006年9月）
- 水曜日：冨田憲子（2004年9月 - 2006年3月）→飯田浩司（2006年4月 - 2006年9月）
- 木曜日：田代優美（2004年9月 - 2006年3月）→増田みのり（2006年4月 - 2006年9月）
- 金曜日：新保友映（2004年9月 - 2006年3月）→増山さやか（2006年4月 - 2006年9月）
- 代理：那須恵理子
- 健康ワンポイント：那須恵理子（2004年9月 - 2005年3月）
- ハローリビング：桜庭亮平（2005年8月 - 2006年9月）

| ニッポン放送 平日 11:20 - 11:30枠 | ニッポン放送 平日 11:20 - 11:30枠 | ニッポン放送 平日 11:20 - 11:30枠      |
| 前番組                            | 番組名                            | 次番組                                 |
| --------------------------------- | --------------------------------- | -------------------------------------- |
| 情報スカイだいば                  | 有楽町情報交差点                  | 8:30 - 11:30 垣花正のあなたとハッピー! |